# Gerardo Lugo
Gerardo Lugo Gómez (Cidade do México, 13 de março de 1955) é um treinador e ex-futebolista mexicano que atuava como meia.

## Carreira
Gerardo Lugo fez parte do elenco da Seleção Mexicana de Futebol, na Copa do Mundo de 1978. 